# First Solar
First Solar is een internationale producent van zonnepanelen, met productielocaties in de Verenigde Staten, Maleisië en Duitsland. Het bedrijf produceert op basis van dunne film technologie fotovoltaïsche modules van cadmiumtelluride (CdTe). Deze modules leveren een lager rendement dan traditionele silicium zonnecellen, maar worden geproduceerd tegen vele malen lagere kosten. First Solar is het eerste op de S&P 500 genoteerde bedrijf dat zich volledig richt op zonne-energie.

## Geschiedenis
First Solar is opgericht in 1999, in Tempe, Arizona, na de verkoop van Solar Cell Inc (SCI) aan True North Partners (een bedrijf in handen van de familie Walton, eigenaars van Walmart). Het bedrijf is sinds 2002 commercieel actief met fotovoltaïsche modules.

## Activiteiten
Sinds de commerciële start in 2002 nam de productie van First Solar geleidelijk toe tot een jaarlijkse productiecapaciteit van 25 megawattpiek (MWp)). in 2005 In de daaropvolgende jaren breidde het bedrijf uit met extra productielijnen in Perrysburg, Ohio, en Duitsland, waarmee het in 2006 een jaarlijkse productie van 75 MW bereikte. In dat jaar kondigde het bedrijf de bouw aan van nog eens 16 productielijnen in Maleisië (Kulim) waarmee de capaciteit eind 2010 uitkwam op 1,5 GW. Vier jaar later, jaareinde 2014, had First Solar een totale productie capaciteit van 2,7 GW verdeeld over vestigingen in de Verenigde Staten en Maleisië. In dat jaar werden panelen geproduceerd met een totaal vermogen van 1,8 GW DC.
First Solar neemt ook opdrachten aan voor het ontwerp, bouw en onderhoud van zonne-energieparken. Hierbij kan First Solar ook een deel van de financiering verzorgen. Een groot deel van de geproduceerde zonnepanelen komen bij parken terecht die onder contract zijn gebouwd bij dit onderdeel van het bedrijf.
Vanaf 17 november 2006 staat het First Solar aandeel genoteerd op de Amerikaanse NASDAQ onder de beurscode: FSLR. Het bedrijf keert geen dividend uit en alle winst wordt gebruikt voor de groei van de bedrijfsactiviteiten.

### Recycling
First Solar is het eerste bedrijf in de zonne-energiesector dat een voorgefinancierd inzamel- en recycling programma voor fotovoltaïsche modules heeft gelanceerd. Iedereen die First Solar modules aanschaft, kan de producent verzoeken om ze terug te nemen wanneer deze door slijtage niet meer te gebruiken zijn. First Solar neemt dan de kosten voor de inzameling en recycling van de zonnepanelen op zich. Volgens First Solar kan 95% van het halfgeleidermateriaal worden hergebruikt voor de productie van nieuwe fotovoltaïsche modules doordat een gesloten recyclingproces zorgdraagt voor de verwerking van het materiaal en 90% van het gerecyclede glas kan worden gebruikt voor de vervaardiging van andere producten.
De kosten van het recyclingprogramma worden gedekt door gebruik te maken van een deel van de opbrengst van de modules. Deze constructie wordt gecontroleerd door een onafhankelijke instantie, zodat de scheiding en hergebruik van het materiaal wordt gegarandeerd. Naar aanleiding van het initiatief van First Solar hebben de leden van de Europese branchevereniging PV Cycle samen besloten om alle zonnecellen, ongeacht het merk, in te zamelen en te recyclen. Hiermee neemt de meerderheid van de fabrikanten een grotere verantwoordelijkheid in de gehele levensduur van het product. De bedrijven zetten zich in om te voorkomen dat fotovoltaïsche modules worden vermengd met ander huishoudelijk afval zodat recycling van de materialen mogelijk blijft.

### Resultaten
Vanaf 2006 is de omzet van First Solar sterk gegroeid. De efficiency van de zonnepanelen is sterk gestegen en de kosten per eenheid zijn nog sterker gedaald. In 2010 besloot het bedrijf de capaciteit te verdubbelen van 1,5 GW naar 2,9 GW per jaar ultimo 2012. De uitbreiding viel samen met een sterke capaciteitsuitbreiding in de hele industrie waardoor er veel overcapaciteit ontstond. In 2011 leed het bedrijf een kleine verlies vooral door de afboeking op goodwill die bij recente overnames was betaald. In 2012 volgde een herstructureringslast van $ 479 miljoen omdat First Solar had besloten de capaciteit in te krimpen door de fabriek in Frankfurt te sluiten, geen fabriek in Vietnam te bouwen en de uitbreiding in Maleisië te vertragen.
| Jaar | Conversie efficiëntie | Modulekosten per watt | Omzet          | Bedrijfsresultaat | Nettoresultaat |
| ---- | --------------------- | --------------------- | -------------- | ----------------- | -------------- |
| 2006 | 9,5%                  | $ 1,40                | $ 135 miljoen  | $ 3 miljoen       | $ 4 miljoen    |
| 2007 | 10,4%                 | $ 1,23                | $ 504 miljoen  | $ 137 miljoen     | $ 158 miljoen  |
| 2008 | 10,7%                 | $ 1,08                | $ 1246 miljoen | $ 438 miljoen     | $ 348 miljoen  |
| 2009 | 11,0%                 | $ 0,87                | $ 2066 miljoen | $ 680 miljoen     | $ 640 miljoen  |
| 2010 | 11,3%                 | $ 0,77                | $ 2564 miljoen | $ 749 miljoen     | $ 664 miljoen  |
| 2011 | 11,9%                 | $ 0,75                | $ 2766 miljoen | $ -69 miljoen     | $ -39 miljoen  |
| 2012 | 12,6%                 | $ 0,63                | $ 3369 miljoen | $ -37 miljoen     | $ -96 miljoen  |
| 2013 | 13,2%                 | niet bekend           | $ 3309 miljoen | $ 369 miljoen     | € 353 miljoen  |
| 2014 | 14,0%                 | niet bekend           | $ 3392 miljoen | $ 424 miljoen     | $ 397 miljoen  |
| 2015 | 15,6%                 | niet bekend           | $ 3579 miljoen | $ 517 miljoen     | $ 546 miljoen  |

## Partners
First Solar werkt samen met partners over de hele wereld. In de Verenigde Staten ontwikkelt het bedrijf zich verder dankzij de samenwerking met SolarCity, een bedrijf dat betrokken is bij projecten in de Verenigde Staten met fotovoltaïsche modules op daken van woonhuizen. In 2007 is First Solar nieuwe overeenkomsten aangegaan met EDF Energie Nouvelles, Sechilienne-Sidec, Rio Energie en Sun Edison. De zonnepanelen producent werkt ook samen met Blitztrom GmbH, Colexon Energie AG, Conergy AG, Gehrlicher Umweltschonende Energiesysteme GmbH, Juwi Solar GmbH en Phoenix Solar AG. In mei 2009 ondertekende First Solar een samenwerkingsovereenkomst met Pfalzsolar GmbH.
First Solar verkoopt haar producten aan bedrijven die fotovoltaïsche projecten stimuleren of implementeren. Het Duitse beleid, dat sinds 2000 voorkeur geeft aan het gebruik van duurzame energiebronnen met name zonne-energie, leverde een aanzienlijke stijging van de omzet op.

## Projecten / Referenties

### Solarpark in Lieberose

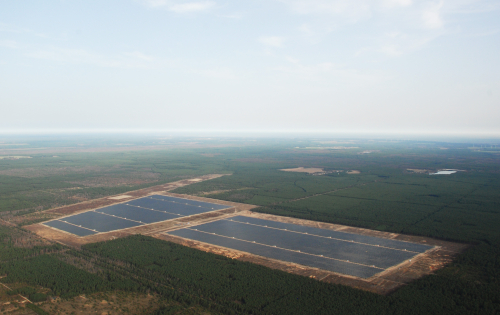
Luchtfoto zonne-energiepark Lieberose

Begin 2009 is de Duitse ontwikkelaar Juwi gestart met de bouw van een zonne-energiepark bestaande uit First Solar modules, dat met een oppervlakte van 163 hectare het grootste zonne-energiepark van Duitsland zal worden. De verwachte totale energieopbrengst bedraagt ongeveer 53 miljoen kWh, wat gelijkstaat aan het energieverbruik van ongeveer 15.000 huishoudens per jaar. Het park zal de uitstoot van koolstofdioxide met ongeveer 35.000 ton per jaar moeten verminderen.
Het zonne-energiepark wordt aangelegd op het voormalige militaire terrein van Lieberose, in de buurt van het Duitse Cottbus, wat niet in gebruik is geweest sinds de Duitse hereniging en het vertrek van het Sovjetleger uit Duitsland in de jaren negentig. Door grondvervuiling en aangetroffen giftige stoffen, was het een lastige opgave om een levensvatbare bestemming voor de locatie te vinden.

### Ordos
In september 2009 ondertekenden First Solar en de Chinese regering een intentieverklaring met betrekking tot de oprichting van wat 's werelds grootste zonne-energiecentrale zou zijn in Ordos City in Mongolië. Met twee gigawatt is de capaciteit van de centrale 30 keer groter dan de huidige grootste fotovoltaïsche installatie in Olmedilla, Spanje. Na voltooiing zal het complex drie miljoen Chinese huishoudens voorzien van elektriciteit.

### Masdar City
Masdar City is een CO2-neutrale stad in Abu Dhabi, ontworpen door Brits architectuurbureau Foster + Partners. First Solar levert de modules voor een 5 MW zonne-energiepark dat deel uitmaakt van de energiebronnen van de stad.